# Adam Saleh
Adam Mohsin Yehya Saleh, né le 4 juin 1993, est un vidéaste américain.